# Turrilatirus iris
Turrilatirus iris là một loài ốc biển, là động vật thân mềm chân bụng sống ở biển thuộc họ Fasciolariidae.